# Хермиона
Хермиона (грч. Ἑρμιόνη) је кћерка спартанског краља Менелаја и његове жене Хелене.

## Митологија
Хермиона је била обећана сину микенског краља Агамемнона, Оресту, али је за време Тројанског рата, њен отац Менелај обећао Неоптелему, сину великог јунака Ахилеја. По повратку из Тројанског рата Неоптолем се оженио Хермионом, али је њихов брак, од самог почетка, за Хермиону био мучење и зато је покушала чак и да се убије.
Сазнавши шта се све дешава његовој заручници Хермиони, Орест је, према Хомеру, дошао по њу, убио њеног мужа Неоптолема и одвео Хермиону као своју жену у Микену, где је постао краљ.

## О Хермиони
- Хомер, Одисеја 4.13
- Овидије, Хероине 8.110]